# Kings of Crunk
Kings of Crunk è il quarto disco registrato dal rapper Lil Jon, prodotto dalla sua etichetta indipendente BME Recordings e distribuita dalla TVT Records.
Proprio come dice il titolo del disco Lil Jon è il re del genere Crunk.
Ha ricevuto molta attenzione questo disco anche perché era uno dei primi lavori di Lil Jon ad essere riconosciuto come disco di platino, L'album grazie al suo successo internazionale è stato accreditato come il primo vero album di questo genere in America che è appunto il crunk. Lil Jon durante il periodo di fine 2001 e il successivo 2002 ha rimescolato un po' I suoi sound nei suoi brani prima di fare l'album, anche perché in quel periodo aveva ottenuto il suo primo LIN LM-1, che grazie a quest'ultimo poteva comporre basi più orecchiabili, infatti nei beat in quel periodo Lil Jon usava più il LIN che il suo vecchio Roland. Questo cambiamento musicale porterà Lil Jon a creare strumentali fenomenali che userà poi anche nei successivi album che farà nel 2003 e nel 2004 che contraddistingueranno questo artista dagli altri rapper e produttori come eccezionale Beatmaker.
In questo album molti produttori hanno collaborato insieme a Lil Jon, tra I più conosciuti ricordiamo Jazze Pha, Devin The Dude ma anche la collaborazione di Big Oomp che non è mai mancato nei lavori del rapper di Atlanta. La maggior parte dei brani sono stati prodotti da Lil Jon che grazie a lui molte canzoni di questo album sono riuscite ad arrivare al successo internazionale, tra alcune canzoni diventate famose grazie a Lil Jon ricordiamo I Don't Give A... e Get Low, due hit di successo a livello mondiale prodotte da quest'ultimo. Sono stati girati anche 2 video per questi due brani.
A questo disco hanno partecipato noti nomi del mondo Rap, alcuni molto famosi ad Atlanta, ricordiamo fra questi il nome di Pastor Troy che ha cantato nel brano Throw It Up, ma anche di Jadakiss, Petey Pablo, E-40, e gli 8 Ball & MJG che hanno cantato in diversi brani dell'album, e altri rapper meno famosi come gli UGK o gli esordienti Ying Yang Twins che hanno cantato insieme a Lil Jon e gli Eastside Boyz nella canzone Get Low. Ma ci sono anche Mystikal e Krayzie Bone, che proprio in questo disco saranno le seconde voci nel brano "I Don't Give A...".

## Tracce
1. "Kings of Crunk" (Intro)
2. "Throw It Up" (featuring Pastor Troy)
3. "Knockin' Heads Off" (featuring Jadakiss and Styles P)
4. "Pimpin' Ken Speaks"
5. "Bitch" (featuring Chyna Whyte & Too $hort)
6. "I Don't Give A..." (featuring Mystikal & Krayzie Bone)
7. "Rep Your City" (featuring E-40, Petey Pablo, Bun B & 8 Ball)
8. "Push That Nigga, Push That Hoe"
9. "Keep Yo Chillun Out the Streets" (featuring Big Gipp)
10. "Diamonds" (featuring UGK & MJG)
11. "Weedman Skit"
12. "Weedman" (featuring Oobie & Jazze Pha)
13. "Nothing On" (featuring Chyna Whyte, Oobie & Bo Hagon)
14. "Luke Talkin Shit"
15. "Ooh Na Na Naa Naa" (featuring Oobie and Devin "the Dude")
16. "Nothing Free" (featuring Oobie)
17. "Play No Games" (featuring Oobie, Fat Joe, Trick Daddy & Tre)
18. "Pitbulls Cuban Rideout" (featuring Pitbull)
19. "Get Low" (featuring Ying Yang Twins)
20. "T.I.P." (T.I.)
21. "BME Click" (featuring The BME Allstars)
22. "Get Low" [Reggae Remix] (featuring Pitbull) (Canada CD)
23. "Salt Shaker"  (Ying Yang Twins featuring Lil Jon & The East Side Boyz) (Canada CD)

## Critica
Il successo del disco porta Lil Jon ad avere un disco d'oro nel 2003, e inoltre Kings of Crunk diventa anche doppio platino. L'album grazie al successo dei singoli poté incassare per la TVT e Lil Jon promosse il disco per la sua etichetta BME. A fine 2003 Kings of Crunk si classifico all 60º posto della Billboard 200.
| Recensione su   | Giudizio |
| --------------- | -------- |
| All Music Guide | link     |